# Maria-Hemelvaartkerk (Mülheim-Kärlich)
De Maria-Hemelvaartkerk (Duits: Pfarrkirche Maria Himmelfahrt) is een rooms-katholieke parochiekerk in Mülheim-Kärlich, (Rijnland-Palts). Het kerkgebouw werd na de vorming van de parochie Mülheim in juli 1887 naar het ontwerp van  Caspar Clemens Pickel tussen 1888-1890 gebouwd.

## Geschiedenis
Tot de stichting van een zelfstandige parochie behoorde Mülheim kerkelijk bij het naburige Kärlich. De erediensten in Mülheim werden door kapelaans verzorgd in de oude 14e-eeuwse kapel. In de loop der tijd werd de kapel door de toename van de bevolking te klein. In eerste instantie zou de kapel worden afgebroken en vervangen door nieuwbouw, maar in tegenstelling tot het oorspronkelijke plan werd de nieuwe kerk ongeveer 150 meter verder zuidelijk opgericht, zodat de oude kapel behouden bleef.
Op 2 mei 1891 werd de nieuwbouw door de bisschop van Trier, Michael Felix Korum, geconsecreerd, die net als de Oude Kapel (Alte Kapelle) aan de heilige Maagd Maria werd gewijd.
In zowel de Eerste als de Tweede Wereldoorlog werden de bronzen klokken van de kerk in beslag genomen. Omdat de parochie niet nog eens haar bronzen klokken wilde verliezen, liet de parochie bij de klokkengieterij Bochumer Verein in 1948 daarom stalen gieten.

## Architectuur

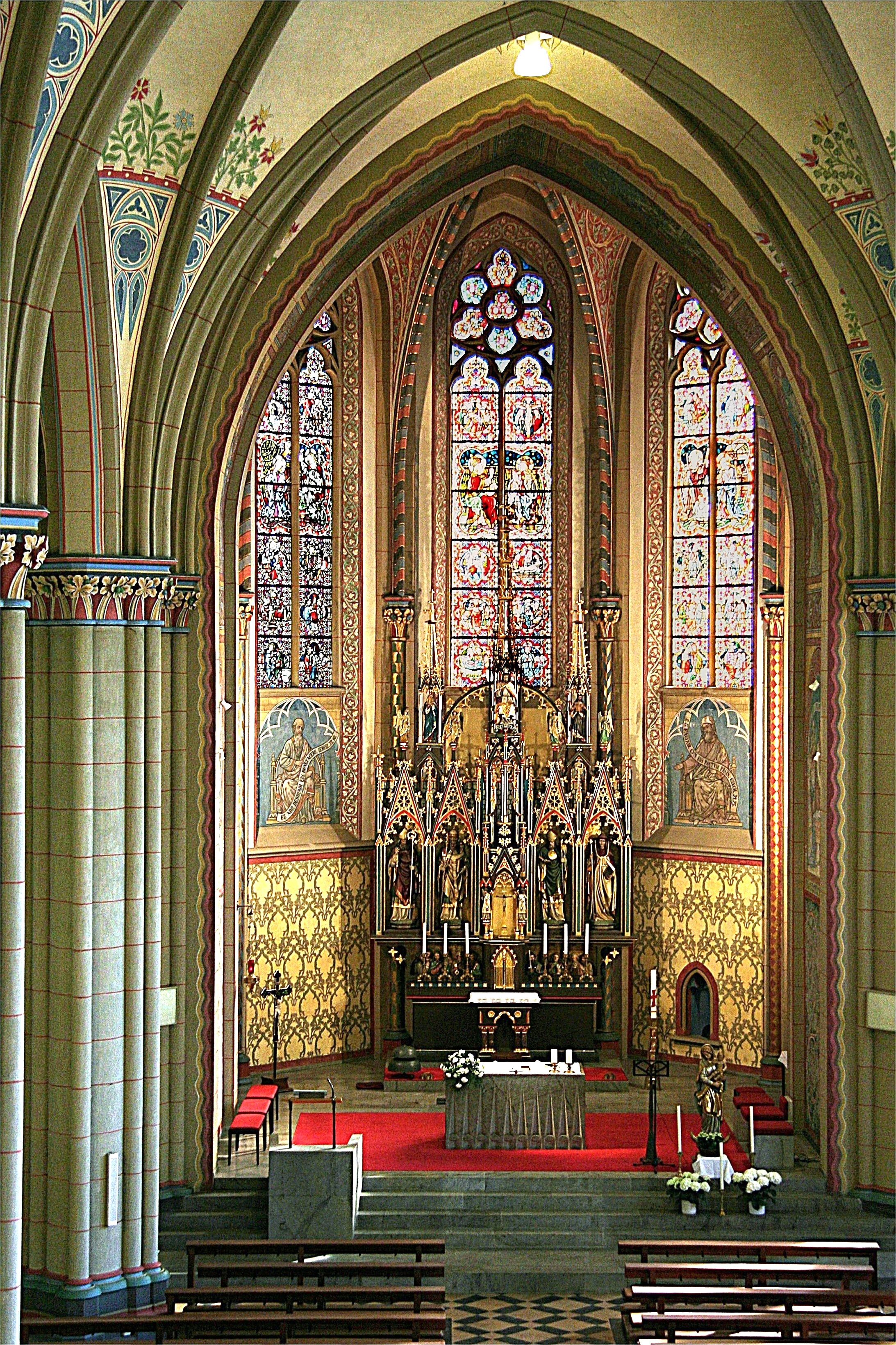
Het koor van de Maria-Hemelvaartkerk in 2008

De naar het zuiden gerichte drieschepige hallenkerk werd in neogotische stijl gebouwd en heeft de typische kenmerken van de gotiek: o.a. buiten de steunberen, de hoge spitsbogige vensters en een kruisribgewelf met een ringvormige sluitsteen. Het kerkschip heeft een lengte van 56,5 meter en een breedte van 34,5 meter. De toren met een grondoppervlak van 8 bij 8 meter is 60 meter hoog. Het muurwerk bestaat uit lavasteen en is in de basis met tufsteen bekleed.

## Interieur
Het interieur is nog grotendeels oorspronkelijk. Wel werden de kansel, de communiebank en de biechtstoelen in de jaren 1965-1966 als gevolg van de hervormingen na het Tweede Vaticaans Concilie permanent verwijderd. Ook moest in 1965, na de plaatsing van een volksaltaar, het oude retabel met kunstig houtsnijwerk uit 1901 van de vleugels worden ontdaan om in de 5/8 koorafsluiting te kunnen passen. De beide vleugels zijn naderhand verkocht. Net als het hoogaltaar zijn de beide zijaltaren werken van de beeldhouwer Caspar Weis.